# إدوارد كلارك (رسام)
إدوارد كلارك (بالإنجليزية: Edward Clark)‏ هو رسام أمريكي، ولد في 6 مايو 1926 في ستوريفيل ‏ في الولايات المتحدة.

## وصلات خارجية
- الموقع الرسمي